# Beleg van Medemblik (1351)
Het Beleg van Medemblik vond plaats in de maanden april t/m 24 juni 1351, tijdens de Hoekse en Kabeljauwse twisten. Het behoorde samen met het kasteel van Geertruidenberg tot de grafelijke burchten. Het was het eerste van de in totaal viermaal dat Medemblik belegerd is geweest. De tweede maal zou plaatsvinden in 1517 (Beleg van Medemblik (1517) en de derde en vierde in de Tachtigjarige Oorlog.

## Verloop
Het smalstadje met het kasteel van Medemblik was toen Hoeksgezind. Willem V van Holland was bezig met het innemen van diverse kastelen en vestigingen in West-Friesland toen hij Medemblik aandeed. De stad was een ideale positie, voornamelijk voor bevoorrading vanuit de Zuiderzee. Willem V had de beschikking over een 400-tal rekruten uit Friesland en een 500-tal rekruten uit Kennemerland. Het garnizoen van Medemblik, dat onder leiding stond van Jacob van de Binkhorst, bestond uit 15 manschappen, die voornamelijk het kasteel verdedigden. Willem V nam de tactiek aan om alle aanvoerlijnen naar de stad te blokkeren, om zo de ingeslotenen uit te hongeren. In april had Arend van Arkel, een zwager van Jan II van Polanen, het kasteel proberen te bevrijden van de belegeraars in samenwerking met de heer van Kuinre met boten vanuit de Zuiderzee.
Begin mei nam Willem van Egmond, heer van Zevenhuizen (zoon van Jan I van Egmont) de leiding over en graaf Willem vertrok om zich met bestuurlijke zaken bezig te houden. De havenstad gaf zich op 24 juni 1351 over aan Jan van Egmond, wegens de voedseltekorten en werd Kabeljauwsgezind.
Het beleg maakte deel uit van een onderwerpingstour van 17 kastelen in het graafschap Holland door Graaf Willem V en zijn gevolg van Kabeljauwse voorstanders. Deze belegeringen van kastelen was gericht tegen de Hoekse bezitters ervan. Ook Jacob van de Binkhorst was zijn kasteel de Binckhorst (bij Voorburg) al kwijtgeraakt in deze plundertocht, waar zijn broer Herbaren van de Binkhorst het slot had verdedigd. Jacob kreeg met zijn 15 krijgsmannen een vrije aftocht, waarna Jan I van Egomond en Jan van Bruelis werden benoemd tot nieuwe baljuws van Medemblik.